# Oxyura
Genre
Le genre Oxyura (les érismatures) comprend six espèces.

## Liste des espèces
Selon la classification de référence du Congrès ornithologique international (version 15.1, 2025) :
- Oxyura jamaicensis (Gmelin, JF, 1789) – Érismature rousse ;
- Oxyura ferruginea (Eyton, 1838) – Érismature des Andes ;
- Oxyura vittata (Philippi, 1860) – Érismature ornée ;
- Oxyura australis Gould, 1837 – Érismature australe ;
- Oxyura maccoa (Eyton, 1838) – Érismature maccoa ;
- Oxyura leucocephala (Scopoli, 1769) – Érismature à tête blanche.

L'Érismature routoutou est dorénavant Nomonyx dominicus.